# Kranhaken
Ein Kranhaken dient dazu, eine Last zu greifen und zu bewegen.
Der Haken als gebogenes Bauteil sitzt dabei am äußeren Ende des Seiles eines Kranes oder eines
Lastenaufzuges.

## Aufbau, Bauformen und Anwendung
In den Kranhaken wird die Last mit einem Anschlagmittel eingehängt. Als Anschlagmittel dient dabei zum Beispiel das Glied einer Kette, die Schlaufe eines Drahtseiles oder, als textiles Anschlagmittel, ein einfaches Seil, ein Hebeband oder eine Rundschlinge aus Chemiefasern.
Kranhaken sind oft mit einem Sicherheitsverschluss (Hakenmaulsicherung als Schnappverschluss oder mit einer Sicherheitsmutter zum Schrauben) versehen, um die unbeabsichtigte Freigabe der Last zu verhindern.
Man unterscheidet die Kranhaken u. a. nach Einfachhaken, Doppelhaken, Wirbelhaken. Der Wirbelhaken soll mittels Wirbel das Drehen unter Last ermöglichen.
Eine andere Einteilung nennt Standardhaken, Sicherheitslasthaken, Container- oder Weitmaulhaken, Coil- oder Rohrhaken zum Heben von Rollen u. ä., Rundschlingenhaken, Verkürzungshaken.
Lasten dürfen mit ungesicherten Kranhaken (z. B. Kranhaken ohne Hakenmaulsicherung) nie über Personen hinweg geführt werden.

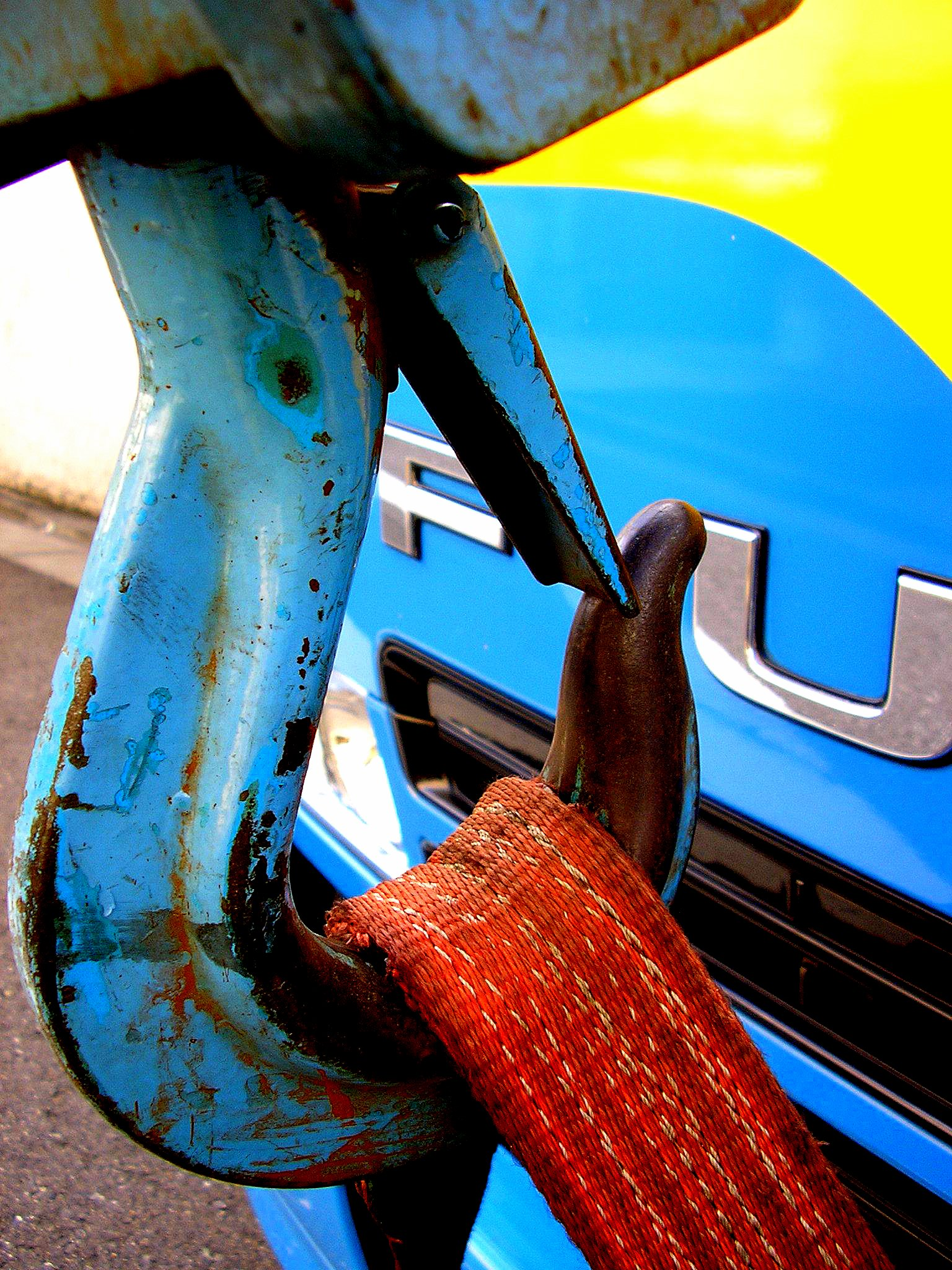
Kranhaken mit Hakenmaulsicherung und Anschlagmittel
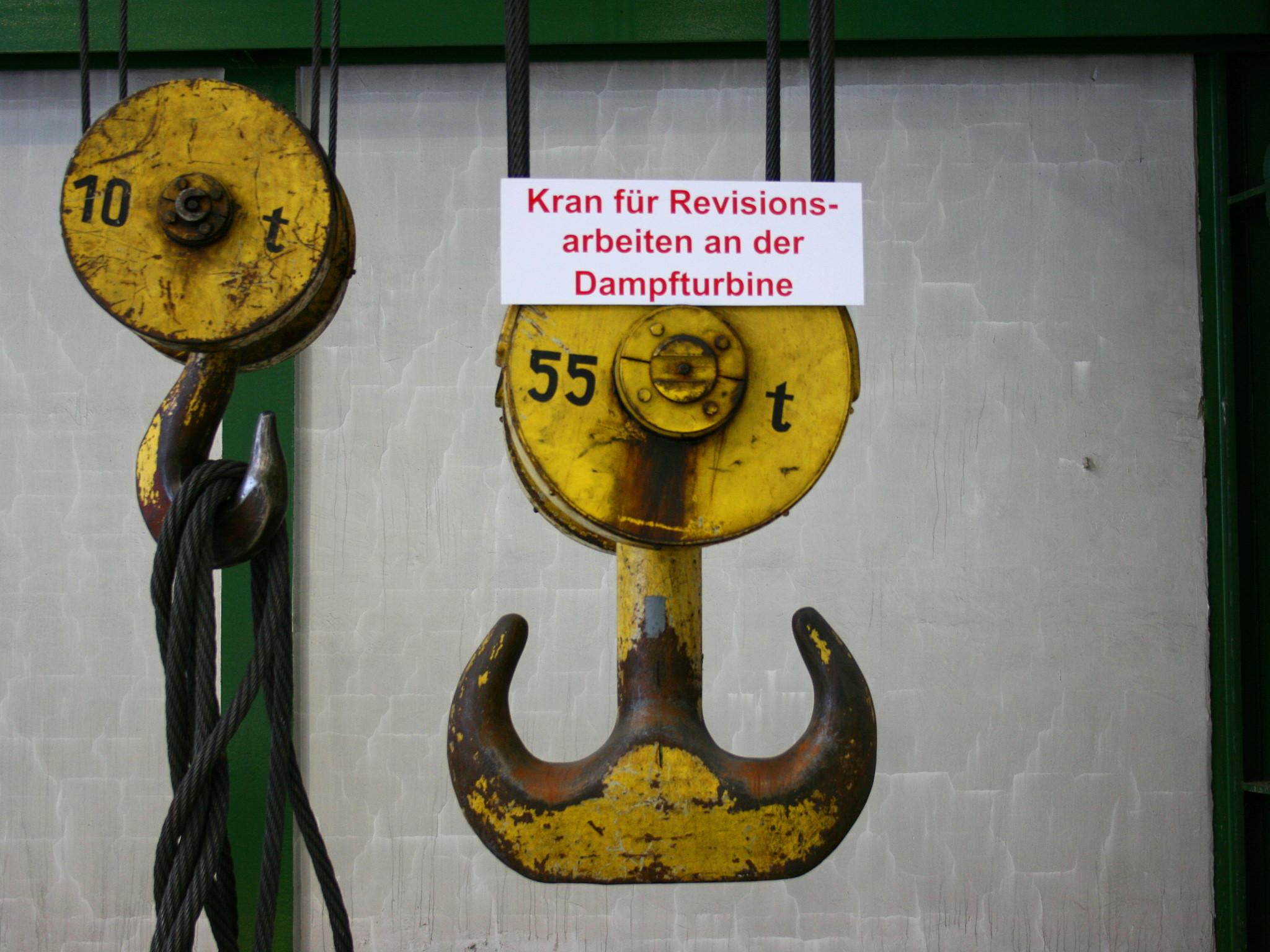
Einfachhaken und Doppelhaken an einer Unterflasche
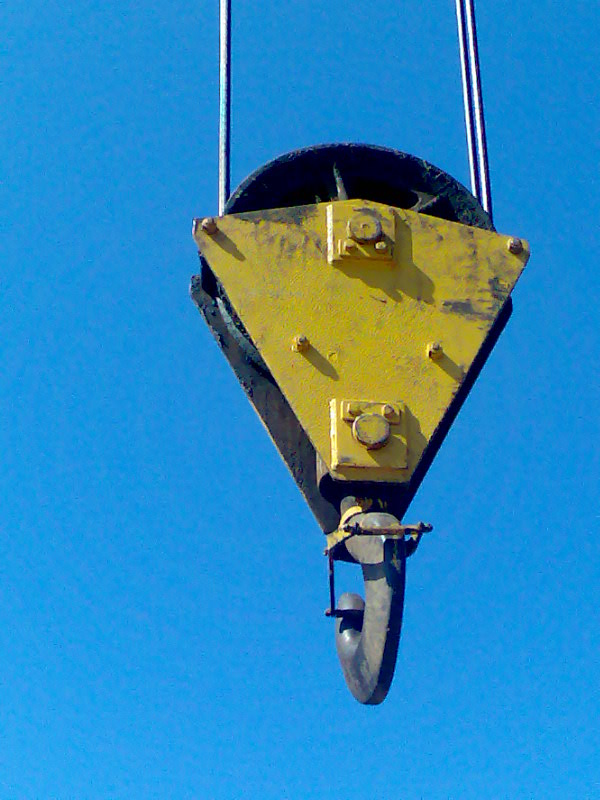
Wirbelhaken an einer Unterflasche
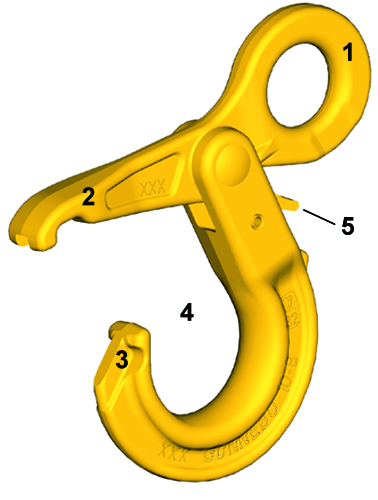
Sicherheitslasthaken, der konstruktionsbedingt unter Last nicht geöffnet werden kann
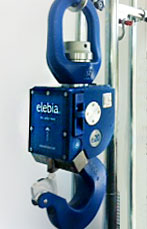
Ferngesteuerter Haken

## Unterflasche

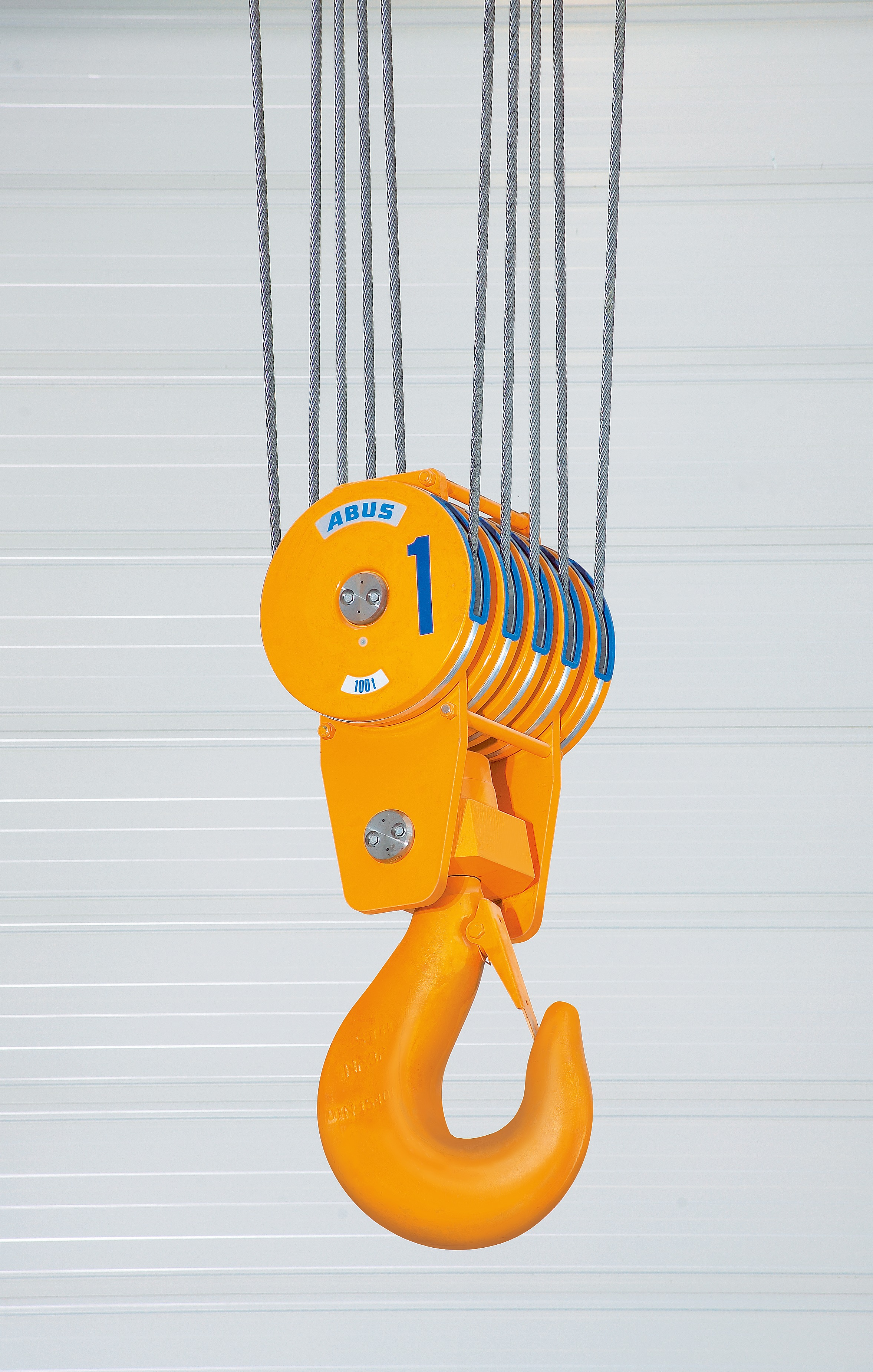
Unterflasche eines Brückenkrans mit Haken, Verbindungsteilen und fünf Seilrollen zur Realisierung des Flaschenzugprinzips

Der Haken als Bauteil zum Einhängen in die Last wird oftmals mit anderen Bauteilen kombiniert, beispielsweise wenn am Kran nach dem Flaschenzugprinzip das Seil über Seilrollen mehrfach eingeschert ist. Hier bilden dann der Lasthaken, dessen oftmals dreh- und kippbare Lagerung, die Lagerung der Seilrollen und die Seilrollen selber die Unterflasche oder auch Hakenflasche.

## Historie

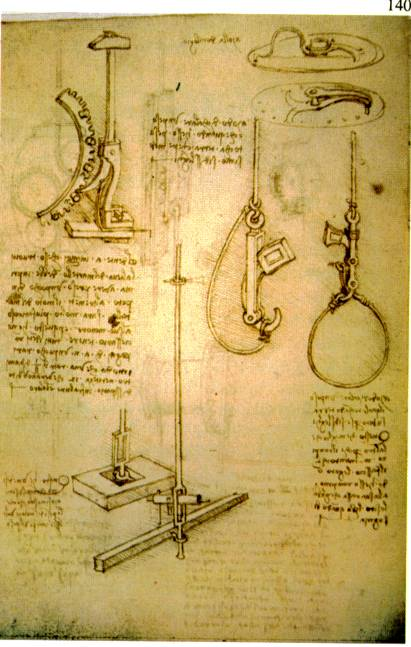
Entwurf für einen automatischen Kranhaken.

Einen Kranhaken, der sich selbsttätig öffnet, wenn die Last den Boden berührt, beschreibt bereits in den 1490er Jahren der Renaissancekünstler und Erfinder Leonardo da Vinci in seinem Codex Madrid.
Einer der größten Kranhaken überhaupt ist in der Voestalpine Linz gegossen worden. Dieser wiegt 118 t, ist für eine Tragfähigkeit von 10 000 t ausgelegt und bestand einen Belastungstest mit 13 200 t.